# 甜茅
甜茅（学名：Glyceria acutiflora sp. japonica）为禾本科甜茅属下的一个亚种。

## 扩展阅读
- 維基物種上的相關：甜茅